# Помутнение
«Помутне́ние», другой вариант перевода «Скользя во тьме» (англ. A Scanner Darkly) — поздний роман американского писателя-фантаста Филипа Дика, сочетающий элементы научной фантастики и психологической прозы. Опубликован в 1977 году. В центре полуавтобиографической истории — будни нескольких наркоманов, живущих в округе Орандж, Калифорния. Время действия перенесено в недалёкое будущее (относительно даты написания книги) — июнь 1994 года. В 2006 году по мотивам романа Ричард Линклейтер снял одноимённый фильм. На русском языке роман известен под двумя названиями — «Помутнение» (перевод В. Баканова и А. Круглова) и «Скользя во тьме» (перевод М. Кондратьева).

## Название
В названии романа Scanner Darkly содержится аллюзия на 1-е послание к Коринфянам апостола Павла (слова «сквозь тусклое стекло» (англ. through a glass, darkly) из Библии короля Якова):

Когда я был младенцем, то по-младенчески говорил, по-младенчески мыслил, по-младенчески рассуждал; а как стал мужем, то оставил младенческое. Теперь мы видим как бы сквозь тусклое стекло, гадательно, тогда же лицом к лицу; теперь знаю я отчасти, а тогда познаю, подобно как я познан.
— 1Кор. 13:11—12
Речь о том, что люди пока не в состоянии узреть истинный мир и видят лишь его смутное отражение, но когда придёт время Бога, раскроется истина. Греческое слово «ἐσόπτρου», переведённое на русский как «стекло», могло обозначать как призму, так и металлическое зеркало, дающее нечёткое отражение. Судя по тексту романа, Дику были знакомы оба значения. Scanner в романе — видеокамера, установленная в доме героя, которую сравнивают с ним самим.

## Сюжет
В книге описывается жизнь шестерых наркоманов. Роман начинается описанием того, как у одного из них, Джерри Фейбина, полностью разрушается психика. Позднее другой персонаж, Чарльз Фрек, пытается покончить жизнь самоубийством. Выясняется, что главный герой, Боб Арктор, является не только наркоторговцем и наркоманом, но, на самом деле — сотрудником отдела по борьбе с наркотиками Фредом, работающим под прикрытием. Его задача — найти источник поставок загадочного вещества «D» (смерть), сильнейшего наркотика, быстро разрушающего психику. Он скупает наркотик у своей подруги, Донны Хоторн, в надежде выйти на тех, у кого получает препарат она. При этом он безуспешно добивается её любви и прикрывает её от угрозы быть пойманной полицией. Другой наркоман, Джим Баррис, начинает подозревать Арктора в том, что тот — полицейский, и пытается компрометировать его, донося на него же самого в полицию.
Так как для выполнения задачи Арктору приходится принимать вещество D, то его психика также начинает разрушаться. У него образуется раздвоение личности: сотрудник полиции Фред перестаёт осознавать, что он и Боб Арктор — одно и то же лицо, и начинает всерьёз шпионить за самим собой. Постепенно его личность полностью уничтожается, и он, слабоумный и не помнящий ничего, кроме имени Донны, помещается в реабилитационную клинику «Новый путь». Выясняется, что Донна — также сотрудница спецслужб, которой необходимо проникнуть в организацию «Новый путь». По данным, неизвестным даже полиции, организация «Новый путь» не столько ухаживает за бывшими наркоманами, сколько создаёт их, культивируя и поставляя таинственное вещество D. Для того, чтобы проникнуть в эту организацию, Донна постепенно разрушала психику Боба Арктора. Книга заканчивается тем, что обезумевший и слабоумный Арктор выходит на сырьё наркотика, повинуясь последнему импульсу гаснущего рассудка, сохраняет образец-улику, таким образом, успешно выполняя задачу Донны.
Роман стоит особняком среди других произведений, написанных автором, так как в нём нет присущей ему «диковщины». Он читается как достаточно простая история, в которую включён только один фантастический элемент — «костюм-болтунья» (одежда агентов полиции, которая позволяет скрывать их внешность за потоком случайных изображений). Идея «костюма-болтуньи» родилась у Филипа Дика после принятия сверхдозы витаминов. Пытаясь таким образом активировать оба полушария, Дик был вынужден всю ночь просматривать десятки тысяч цветных рисунков, напоминающих беспредметные полотна Кандинского и Клее, возникающих перед его внутренним взором.